# Staatsstraße 10 (Finnland)

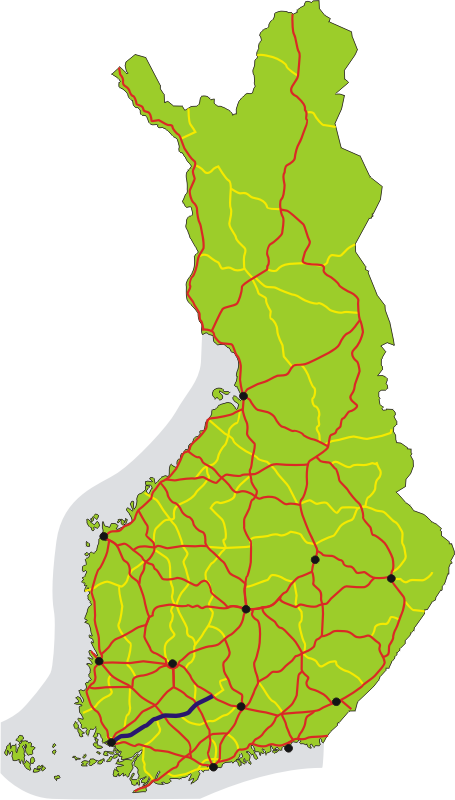
Verlauf der Staatsstraße 10

Die finnische Staatsstraße 10 (finn. Valtatie 10, schwed. Riksväg 10) führt von Turku (schwed.: Åbo) in ostnordöstlicher Richtung nach Hämeenlinna. Die Straße ist 167 Kilometer lang. 

## Streckenverlauf

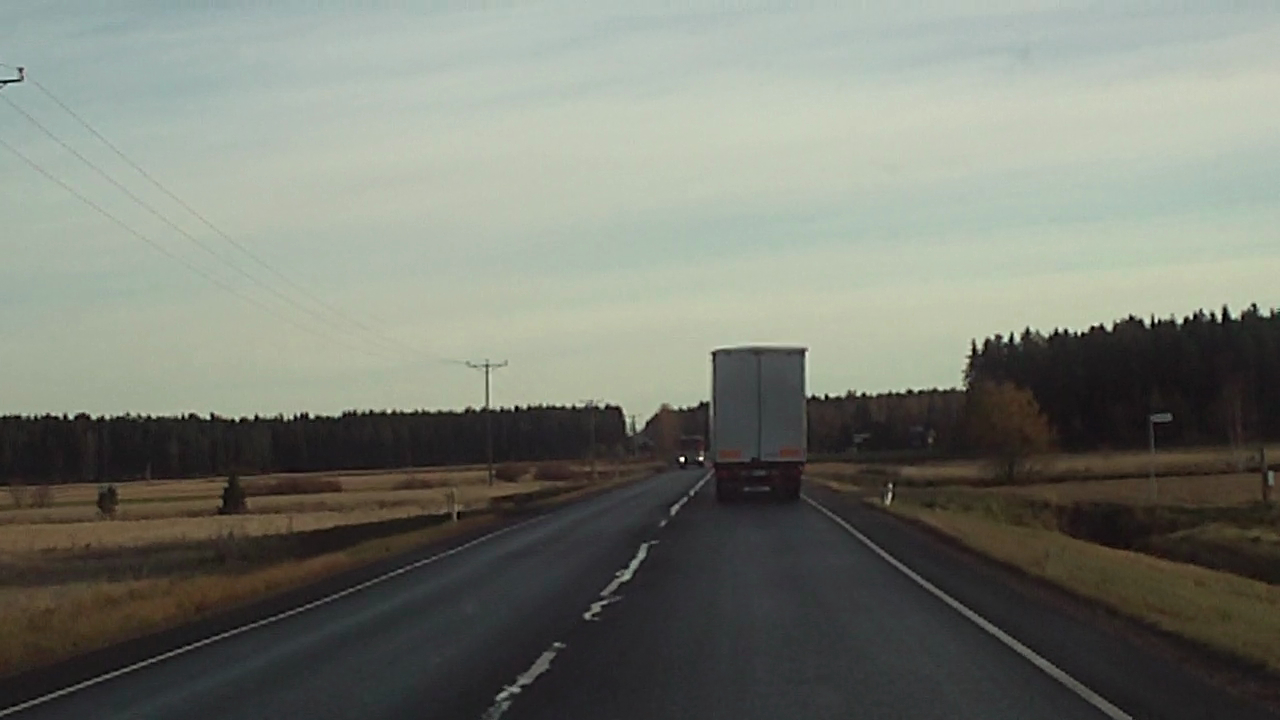
Die Staatsstraße 10 bei Marttila (2010)

Die Staatsstraße 10 verläuft über Marttila und Forssa. Dort kreuzt sie die Staatsstraße 2.